# ICADE

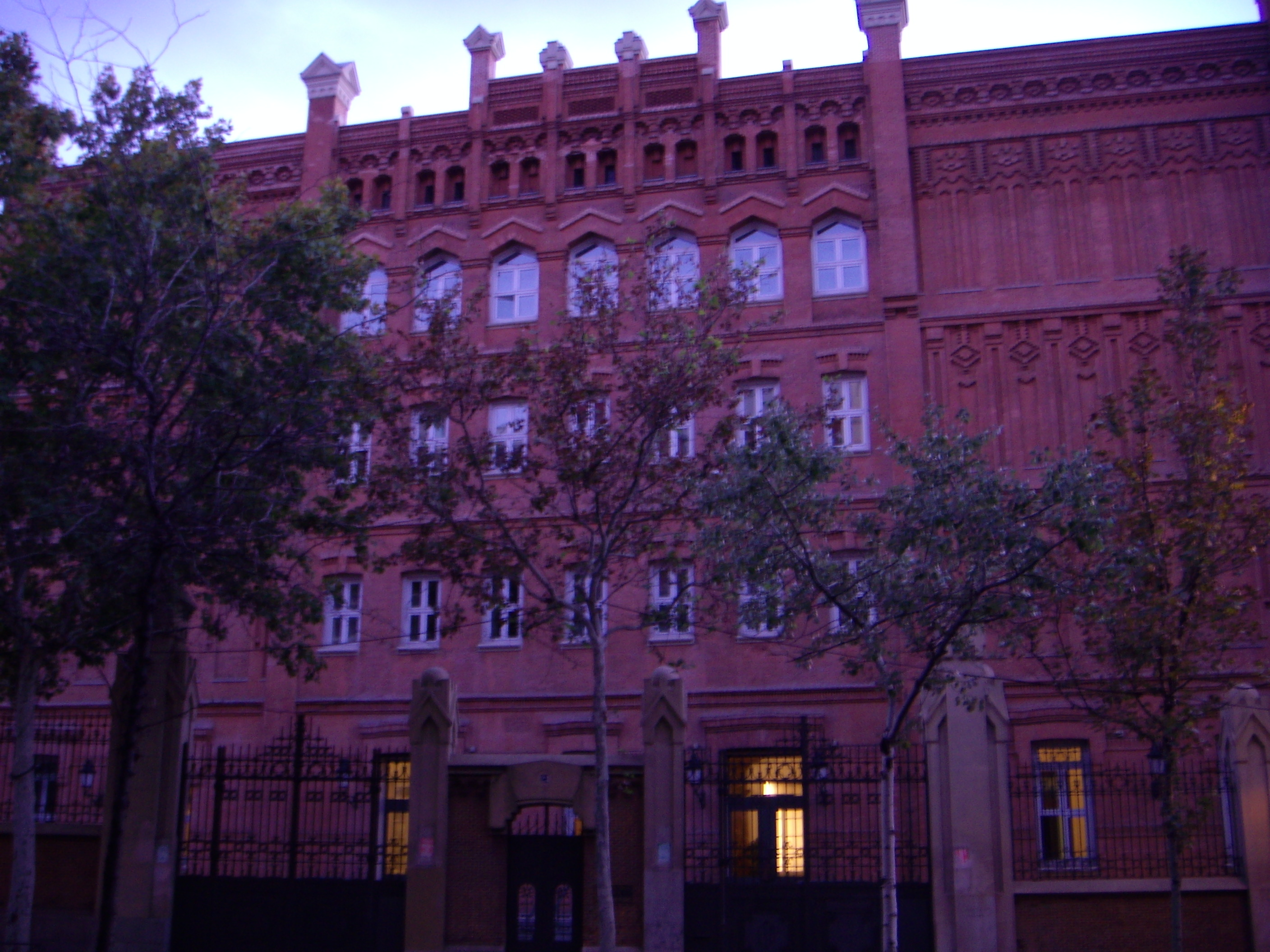
Sede actual de ICADE.

ICADE es el acrónimo de Instituto Católico de Administración y Dirección de Empresas, institución educativa creada en 1956 y que en 1978 se integró en la Universidad Pontificia Comillas dando lugar a dos facultades de dicha universidad:
- La Facultad de Derecho (ICADE).
- La Facultad de Ciencias Económicas y Empresariales (ICADE).

En la actualidad, según el Manual de Identidad Corporativa de la Universidad Pontificia Comillas, solamente se puede añadir este acrónimo, entre paréntesis, a continuación del nombre oficial de cada una de esas dos facultades, en recuerdo al nombre de la desaparecida institución.

## Historia
La andadura del ICADE comienza en 1956, época en la que desarrolla sus actividades al amparo del Colegio Universitario del Buen Consejo, un Seminario Técnico de Dirección de Empresas. En un principio, se limita la formación a postgraduados que desean acceder a puestos directivos de las empresas. 
En 1960 se une a ICAI para formar ICAI-ICADE. Este mismo año inaugura su programa estrella E-3, que combina las dos licenciaturas Ciencias Económicas y Empresariales (posteriormente, Administración y dirección de empresas) junto a Derecho. Se convierte así en la primera institución académica de España en ofrecer un programa conjunto de este tipo.
En 1978 ICAI-ICADE se integra en la Universidad Pontificia Comillas. La marca ICADE se anexa a dos facultades de la universidad.